# Fourrière (véhicule)
Pour les articles homonymes, voir Fourrière.
Une fourrière est un garage utilisé par les services municipaux pour abriter des véhicules abandonnés sur la voie publique, ou objet d'une saisie, ou encore qui se sont trouvés dans une situation gênant une quelconque activité sur le domaine public.
La mise en fourrière est l'opération de déplacement d'un véhicule dans une fourrière, notamment en vue d'y être retenu jusqu'à décision de l'autorité de police, aux frais du propriétaire du véhicule.

## Description
La réglementation concernant les fourrières (admission ou retrait des véhicules, gestion de la fourrière…) varie selon les pays.
En France, la mise en fourrière est le transfert d'un véhicule vers un lieu désigné par l'autorité administrative ou judiciaire dans le but d'y être retenu jusqu'à décision de celle-ci, aux frais de son propriétaire.

## En France

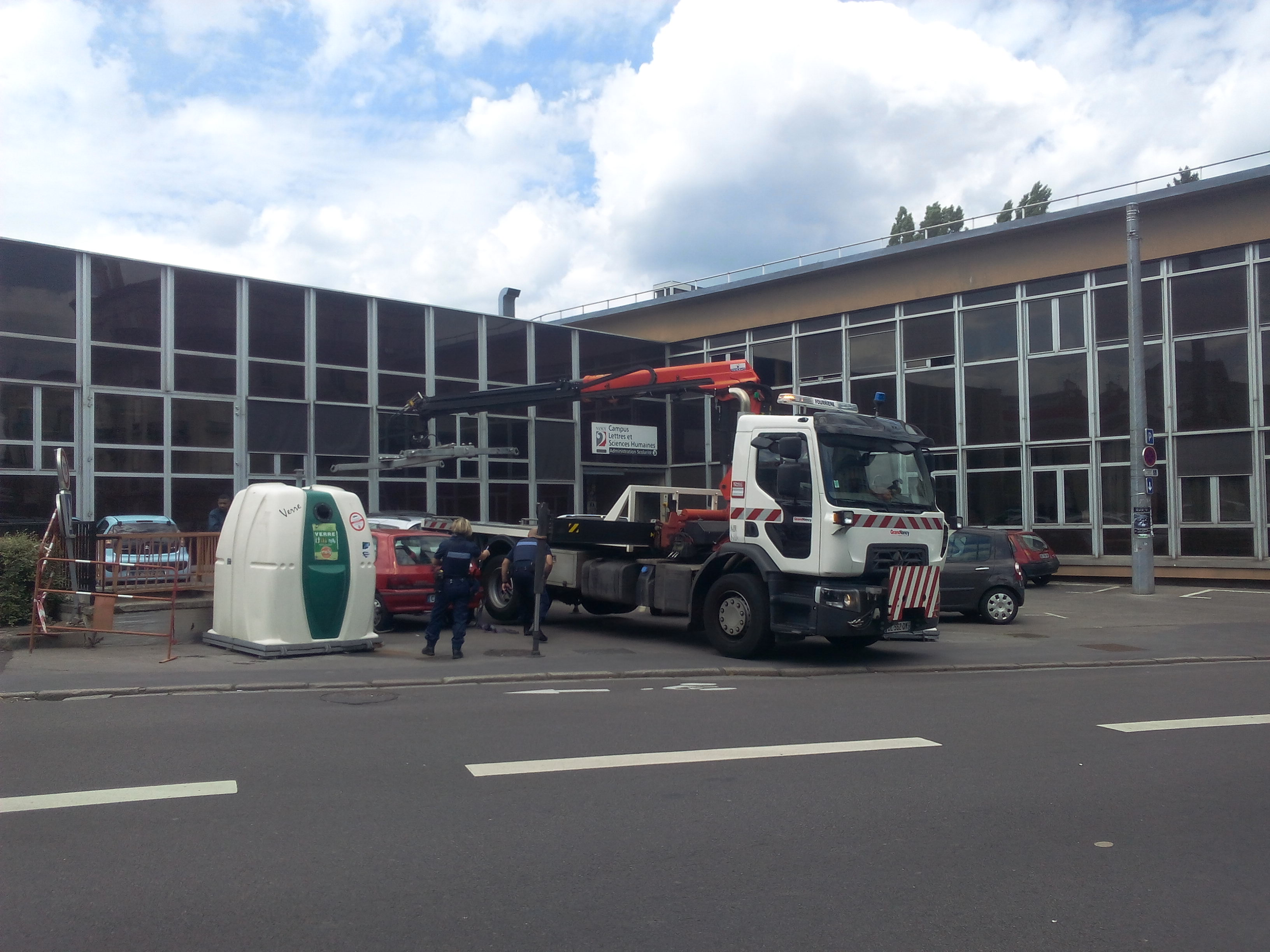
Fourrière municipale de Nancy.

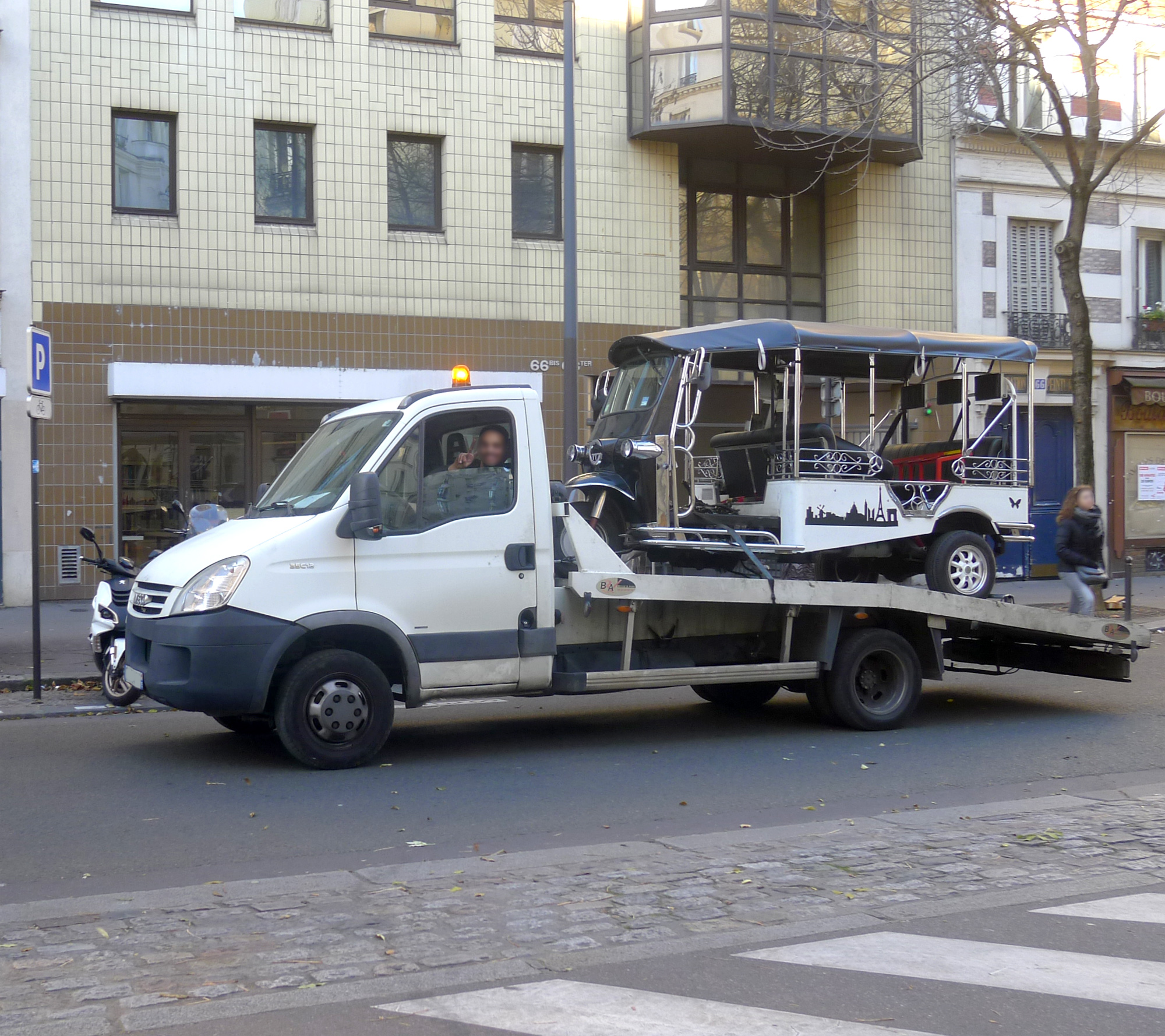
Mise en fourrière d'un véhicule à Paris (avenue Jean-Moulin).

### Cas de mise en fourrière
- Alcoolémie ;
- Excès de vitesse de plus de 50 km/h ;
- Infraction à l'assurance ;
- Infraction relative à la réglementation des transports de matières dangereuses et aux temps de conduite, infractions par rapport aux obligations de réparations ;
- Infractions par rapport à la tranquillité publique ;
- Infractions par rapport à l'utilisation des voies réservées ;
- Infractions au stationnement ;
- Surcharge ;
- Certaines contraventions de la 5e classe.

Une mise en fourrière doit être précédée de deux vérifications :
- Le véhicule n'est pas volé ;
- Vérification sommaire de l'état du véhicule.

Un PV est dressé par les autorités compétentes qui sont les APJA, les APJ ou les OPJ. Il est à noter que les ASVP ont la compétence de rédiger une contravention concernant un stationnement gênant et de demander aux services de police une mise en fourrière.

### L'enlèvement par la fourrière en France
Les autorités désignent la fourrière où le véhicule sera emmené. Dans un certain nombre de villes, le service fourrière est assuré par la Police municipale. L’agent dresse un procès-verbal sur un motif de mise en fourrière, mais ce n’est pas le procès-verbal qui fait foi d’enlèvement, l'enlèvement se fait sur une réquisition de l'OPJ (Officier de Police Judiciaire), de l'APJ ou de l'APJA suivant le cas, il y a une fiche descriptive du véhicule qui est établi par le fonctionnaire de police ou le militaire de la gendarmerie en présence du gardien de fourrière pour noter tout ce qui concerne l'état du véhicule avant l'enlèvement pour qu'il n y ait pas de réclamation par la suite. Si le conducteur n'est pas présent, le propriétaire a cinq jours pour récupérer son véhicule ; au-delà de trois jours, le gardien de fourrière fait venir un expert qui désignera sa valeur, ensuite de quoi le véhicule sera classé par l'autorité dont dépend le gardien de fourrière, en règle générale le préfet du département. Il existe trois classements :
- cas no 1, le véhicule vaut plus de 765 euros[2] et est en état de reprendre la route en l'état, dans quel cas le propriétaire recevra un recommandé avec accusé de réception lui expliquant qu'il a 30 jours pour le récupérer en s'acquittant des frais de gardiennage et avec une mainlevée de l'autorité qui a mis le véhicule en fourrière, auquel cas au bout des trente jours le véhicule partira au domaine et sera vendu ;
- cas no 2, idem que le cas no 1 sauf que le propriétaire devra effectuer des travaux imposés par l’expert et devra justifier de ces réparations par des factures l'attestant pour sortir son véhicule de la fourrière — pour effectuer les réparations, le propriétaire doit se rendre à la préfecture de son département et demander un bon de sortie provisoire de son véhicule pour l'emmener au garage, ce bon étant valable une journée en règle générale — le propriétaire recevra un recommandé à l’identique du cas no 1 ;
- cas no 3, le véhicule vaut moins de 765 euros et le propriétaire a 10 jours pour le récupérer avec forcément plus de travaux à faire s'il veut le récupérer ; si personne ne vient, le véhicule sera envoyé chez un démolisseur[3] pour y être détruit.

### La récupération du véhicule
Au préalable, il est nécessaire de régler les frais d'opération :
- le gardiennage
- l’enlèvement
- les frais d’expertises

Une mainlevée est délivrée par l'autorité qui a prescrit la mise en fourrière. Pendant la durée de la mise en fourrière, le véhicule est placé sous l'autorité juridique du gardien de la fourrière. Le véhicule est réputé abandonné après 30 jours passés en fourrière.